# Macherio
Macherio är en ort och kommun i provinsen Monza e Brianza i regionen Lombardiet i Italien. Kommunen hade 7 509 invånare (2018).